# Gurlino Tombesi
Gurlino Tombesi, noto anche come Gorlino da Ravenna (Ravenna, XV secolo – Cefalonia, 7 dicembre 1500), è stato un condottiero italiano, valoroso combattente al servizio di Ravenna e della Repubblica di Venezia.

## La famiglia
Il padre, il nobile Giacomo Tombesi dall'Ova, fu uno dei quattro senatori di Ravenna della prima metà del Quattrocento, sotto la dominazione dei Da Polenta. Venne ucciso, forse decapitato, nell'anno 1440 per ordine di Ostasio III da Polenta, insieme a Matteo Balbo e Obizio Monaldini, per aver congiurato contro questi in favore della Repubblica Veneta.
Suo bisnonno, Jacobus Tombesiis ab Ovis, figlio di Johannis de Ferraria, nel 1352 acquistò una casa in Ravenna.
Gurlino, di sicura fede ghibellina, ebbe un figlio di nome Gurlotto che, diversamente, fu guelfo, ma seguì le stesse orme del padre quale valente combattente e venne barbaramente ucciso nella strage della Camera dei Savi di Ravenna, il 4 luglio 1522. Ebbe anche una figlia di nome Lieta che sposò Giuliano Rasponi, patrizio di Ravenna, ed un'altra di cui non si conosce il nome che andò sposa a Paolo Aldobrandini (o Aldovrandini), capitano di ventura.
Il fratello Bartolomeo fu capostipite del ramo dei Tombesi trasferitisi, nei secoli successivi, nelle Marche.

## La vita e le gesta
Gurlino si diede al mestiere delle armi sin da giovane, prima al servizio del marchese di Mantova Francesco Gonzaga, poi al servizio della Repubblica di Venezia, che già nel 1441, con la definitiva cacciata dei Da Polenta a Candia, ebbe dominio su Ravenna. Nel 1486 è menzionato come connestabile di fanteria al soldo della Repubblica di Venezia e, nel 1487, partecipò, sempre tra le file veneziane, alla guerra tra la Serenissima e il conte del Tirolo.
Nel 1492 fu connestabile (comandante in capo della fanteria) a Rovereto, nella cui Rocca ospitò gli ambasciatori veneziani Giorgio Contarini e Paolo Pisani, che si recavano in Austria dall'arciduca Sigismondo d'Austria, conte del Tirolo, tentando soluzioni diplomatiche nel conflitto tra Tirolesi e Veneziani, dopo la disfatta del 1487 che vide cadere la stessa Rocca in mano austriache, dopo 49 giorni di assedio portato dal generale Gaudenzio Matsch.
Nel luglio del 1495 partecipò alla Battaglia di Fornovo di Taro, tra i francesi capitanati da Carlo VIII ed i veneziani guidati da Francesco II Gonzaga, comandando un colonnello di circa mille fanti, meritando la fama di forte e valoroso guerriero. Durante la battaglia ha con Giovanni del Matto il comando della terza schiera veneziana composta da circa tremila fanti.
Subito dopo partecipa alla liberazione di Novara combattendo contro il Duca d'Orléans, respingendo i francesi.
Due anni dopo, nel 1497, combatté sempre contro i francesi per la liberazione di Genova.
In quell'anno lascia la città di Alessandria per stabilirsi a Felizzano senza il consenso dei provveditori dell'esercito veneziano del Friuli Andrea Zancano e Niccolò Foscarini. Si oppone a ripartire da quel paese se prima non gli verranno corrisposte due paghe arretrate. Agli insulti formulatigli dal provveditore Niccolò Foscarini rispose con parolacce e gesti insolenti, sicché venne nuovamente trasferito a Rovereto e, subito dopo, il Consiglio dei Dieci della Serenissima ne ordinò, al podestà Girolamo Gritti, la sua cattura e la consegna a Venezia.
Ma il Tombesi non si fece catturare e dopo un combattimento riuscì a fuggire. Si rifugò prima a Trento, poi a Mantova dai Gonzaga, dove Francesco, suo mentore, era già morto e non trovò ospitalità. Partì per Milano cercando un salvacondotto che nessuno gli diede e vistosi alle strette contattò i veneziani e con questi concordò la sua costituzione, in cambio della promessa d'avere giustizia. Quindi, venne formalmente imprigionato per una sola notte e ascoltato dal Consiglio dei Pregadi che lo assolse da ogni accusa.
Nel dicembre di quell'anno venne inviato da Venezia in soccorso dei pisani. Il 20 maggio del 1498, con trecento fanti, partecipò alla battaglia di San Regolo, in Garfagnana, nella località chiamata oggi Malacoda. Litigò con il provveditore dei pisani Tommaso Zeno e poco dopo partì, ma nel luglio cadde in un agguato tesogli da Paolo Vitelli, mentre scortava un convoglio di rifornimenti capitanato da Marco da Martinengo. Nel settembre dello stesso anno 1498, unitamente a Giacomo Schiavo difese Vicopisano dai fiorentini per poi entrare nel borgo San Marco di Pisa. Qui si alleò con Giacomo di Tarsia che comandava una guarnigione di ottocento fanti e occupò l'abbadia di San Michele sulla Verrucola, nei pressi di Vicopisano, e con Zecone da Barga fece cento prigionieri. Dopodiché si ritirò a Verruca e con l'appoggio del Tarsia cercò di conquistare il Bastione della Dolorosa, nei pressi di Pisa, ma venne respinto e riparò gettandosi nell'Arno.
Nel successivo mese di novembre, insieme a Marco da Martinengo, Ferrante d'Este e Filippo Albanese assale il castello di Calci, conquistandolo dopo sole tre ore di combattimento. Subito dopo il provveditore Vincenzo Valier lo invia con il Tarsia alla conquista del Bastione di Stagno, nei pressi di Livorno.
Nel gennaio del 1499 Gurlino con Filippo Albanese (Filippo Macedone), Annibale da Doccia, Ferrante d'Este, Massimo Valier e Giovanni Greco assalirono Montopoli (Montopoli in Val d'Arno) mettendola a ferro e fuoco e, mentre i veneziani si davano al saccheggio, i fiorentini ripararono nella rocca.
Nel febbraio dello stesso anno con Piero Gambacorta, Francesco Zofa e Lattanzio da Bergamo arrivò fino sotto Volterra.
L'anno successivo fu inviato in Morea contro Bajazet che insidiava i possedimenti veneti, partecipando, insieme al contingente inviato dai sovrani di Spagna all'assedio del castello di Cefalonia, difeso da 250 turchi. Nel dicembre del 1500, durante queste operazioni, una palla di pietra, sparata da un pezzo d'artiglieria spagnolo, s'infranse e una scheggia lo ferì al ginocchio. Secondo alcuni storici veneziani coevi, Marin Sanudo e Girolamo Priuli, mori il 7 dicembre 1500, verso mezzogiorno, durante l'assedio del Castello di San Giorgio di Cefalonia a causa di una ferita al ginocchio e fu sepolto a Corfù. Meno attendibile è la versione riportata da alcuni eruditi ravennati, secondo la quale, Gurlino, ferito, venne riportato a Ravenna, dove morì nel gennaio 1501. Fu poi sepolto nella chiesa di San Nicolò. Nei secoli successivi la lapide fu traslata nella chiesa di San Carlino di Ravenna.